# تینگا
تینگا (انگلیسی: Tenga) شرکت تجهیزات پزشکی ژاپنی و برند تجهیزات خودارضایی، اسباب‌بازی جنسی و لوبریکانت شخصی است، که در سال ۲۰۰۵ توسط کویچی ماتسوموتو تأسیس شد.
تینگا یک برند ژاپنی از محصولات کمکی خودارضایی مردان است که توسط شرکتی به همین نام تولید می‌شود. محصولات کمکی خودارضایی (خودارضایی‌کننده‌ها)، روان‌کننده‌های شخصی و سایر محصولات مرتبط تحت این برند به فروش می‌رسند. خودارضایی‌کننده‌های این شرکت به دلیل طراحی زیبا و غیرمنتظره برای یک اسباب‌بازی جنسی مورد توجه قرار گرفته‌اند و جوایز طراحی صنعتی متعددی را دریافت کرده‌اند.